# يحيى بن تميم
يحيى بن تميم، سادس سلاطين الدولة الزيرية وثالث أمراء آل باديس، حكم من 1108م إلى 1116م خلفا لأبيه تميم بعد وفاته.

## وصفه
كان يحيى فطيناً، عادلاً، كريماً، رحيماً بالضعفاء، شفيقاً على الفقراء يطعمهم في الشدائد ويرفق بهم، وكان حريصا على سعادة رعيته، يلتهي بأمورهم مباشرة، وكان مهيباً أيضا فساس العرب الذين انقادوا له. ووصف ابن الأبار في كتابه الحلة: «كان معجبا بنفسه، طويل القامة، بحاجبه خال، حسن الوجه، أشهل العينين، جهوري الصوت. وكان كثير المطالعة لكتب السير والأخبار، عالماً بالنجوم وأحكامها وصناعة الطب والكيمياء . كما كان أديبا، شاعرًا، ذا حظ وافر من اللغة العربية وقواعدها». وقد نقل له ابن الأبار بعض أبيات من الشعر، نعتها بالضعف، مظهرا بذلك صرامة في الحكم ربما كانت مفرطة. وأكد أبو الصلت أن يحيى يتميز بمزاج شعري وذكاء وقاد، لكن انشغاله بالدولة وضيق وقت الفراغ لم يسمح له بتنظيم الشعر، كما كان لتميم اهتمام بالعلم، جعلت الكثير من العلماء في مختلف المجالات، وأسس يحيى في قصره مخبرا اسمه دار العمل.

## طفولته وشبابه
وُلد يحيى في المهدية يوم الجمعة 26 ذو الحجة 457هـ / 28 نوفمبر 1065. والدته هي إحدى جواري تميم بن المعز، كان يحيى ولي العهد وفي عام 488هـ / 1095 وعندما كان عمره 30 سنة، خرج يحيى للصيد مع أصحابه ومائة فارس وشاه ملك، لكنه تعرض للخطف على يد الغزي وأُخذ لصفاقس حيث استقبله حمو بن مليل بحرارة وأكرمه لدرجة أنه قد شكك باحثون بإمكانية وجود تواطئ من يحيى قبل مختطفيه، حتى أنه لم يكلم والده ما أدى لخلعه عن منصبه، لاحقا تم افتدائه بأبناء الترك في المهدية، قاطع تميم ابنه مدة ثم سامحه وأعاده لمنصبه.
قاد يحيى أولى حملاته العسكرية المسجلة مع أبيه ضد صفاقس وحاصروها شهرين حتى جلى عنها الغز، ويقال أن يحيى أحب أن يبقى حمو فلم يبالغ في الحصار، ولكن عودة تميم لولاية العهد أغضبت أخاه المثنى الذي تحالف مع بنو جامع والترك وحاول مهاجمة المهدية، لكن يحيى أفشل هجومه وقاتل بشجاعة وقوة ما أدى لفشل ثورة المثنى، ما زاد في هيبة يحيى وتأكيد مقعده في ولاية العهد، تسلم يحيى الإدارة التامة للدولة من أبيه العجوز يوم الجمعة أو الإثنين 26 ذو الحجة 497هـ / 19 سبتمبر 1105، وقد تسائل الهادي روجر عن إمكانية أن يكون هذا تاريخ تسلمه ولاية العهد واستغرب تطابقه مع يوم ميلاده.

## توليه الحكم
بعد وفاة تميم بن المعز يوم السبت 15 رجب 501هـ / 29 فيفري 1108، تسلم يحيى الحكم وعمره 43 سنة ونيفًا، وبعد دفن والده، تجول يحيى مع كبار الدولة وغير ملابس الحزن ووزع المال على الناس ووعدهم بعهد زاهر، ففرح به الناس ومدحه الشعراء، كما عاد يحيى لطاعة الفاطميين بعد أن خرج عنها أبوه وجده، وأرسل له له الخليفة الآمر بأحكام الله هدية ورسالة تهنئة (خبر غير مؤرخ)، وتم تعيين زكريا بن الحداد قاضيا للمهدية، وقد استمر هذا في منصبه حتى سقوط الدولة الباديسية، وقام يحيى بنفي اخوته وأبنائهم الذي يفوق عددهم 300 في كل الأنحاء. وقد استغل جرجي الأنطاكي انشغال الناس بصلاة الجمعة وهرب متنكرا مع حاشيته إلى صقلية، وقد كان له منزلة لدى تميم بن المعز إلا أن يحيى كان يكرهه.

## عهده

### فتح قليبية
بدأ يحيى حكمه بتوجيه جيش كبير إلى قلعة قليبية التي استقل بها ابن محفوظ، وكانت من أقوى القلاع في إفريقية، فحاصرها حتى غزاها سنة 502هـ / 1109، وكان أبو تميم قد رام فتحها لكنه لم يقدر على ذلك.

### ثورة صفاقس
بعد غزو صفاقس عيّن تميم بن المعز ولاة صفاقس بعناية، وبعد تسلم يحيى عيّن ابنه أبو الفتوح حكم المدينة، فانقلب عليه الناس ونهبوا قصره وحاولوا قتله، فغضب يحيى وبدأ بتفريق أهل صفاقس وتشتيتهم، حتى تعبوا وتوقفوا، فعفا عنهم وسمح لهم بالعودة إلى ديارهم. وفي سنة 508هـ / 1114، ولى ابنه علي على صفاقس وابنه عيسى على سوسة.

### هدية من الخليفة
في عام 505هـ / 1112، وصل رسول من الخليفة الآمر بأحكام الله بهدية إلى أمير إفريقية، فتلقاه يحيى بالضيافة والإكرام حتى غادر وأعاد معه الكثير من الهدايا بالمقابل.

### محاولة اغتيال يحيى بن تميم
في سنة 507هـ / 1113 تعرض يحيى لمحاولة اغتيال على يد ثلاثة أشخاص ادعوا معرفتهم بالكيمياء واستغلوا خلوتهم بالأمير يحيى ووزيره وقائد الخيالة، فحاولوا اغتيالهم ونجا يحيى بجروح بعد أن تناوش مع القاتل، ذكرت رواية أخرى أن الحدث حصل سنة 509هـ / 1115 وأن محاولة الاغتيال قادها اثنين من اخوة المنفيين الذين عادوا للانتقام، خرج يحيى من المحاولة بجروح خطيرة تسببت في موته. المشتبه الأساسي للتخطيط لهذه المحاولة هو أبو الفتوح بن يحيى بن تميم حيث سُجن في قصر زياد وقيل أنه قد تآمر مع بن خليفة أحد قادة الجيش الذي تم إعدامه.

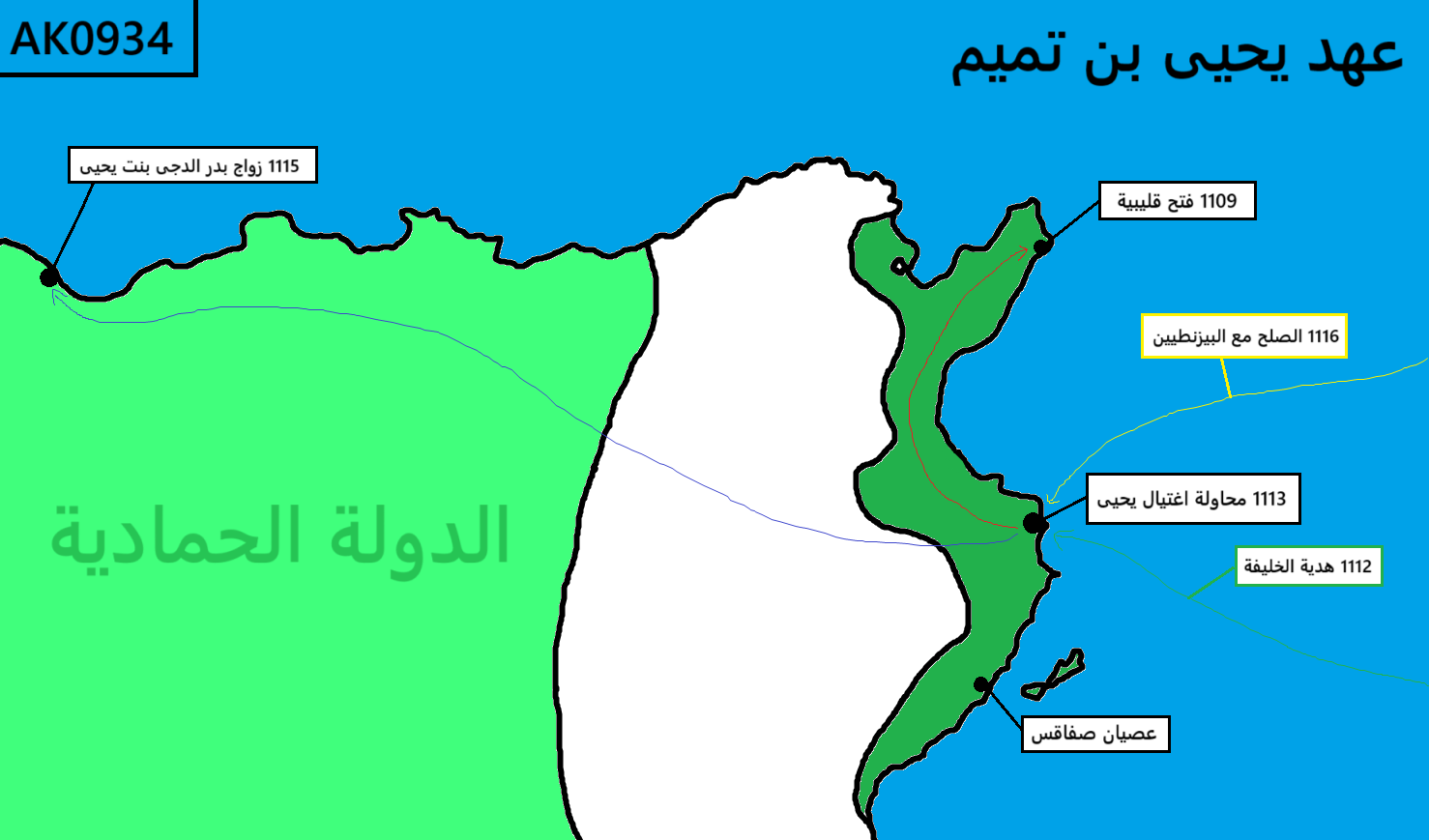
خريطة تظهر كل الأحداث التي حصلت في عهد يحيى بن تميم.

### زواج ابنة يحيى
في يوم 1 محرم 509هـ / 27 ماي 1115، زوّج يحيى ابنته بَدْر الدُّجَى وعقد نكاحها للعزيز بالله بن المنصور أمير الدولة الحمادية وجهزها له.

## غزواته البحرية
اهتم يحيى بالأسطول وزاد عدد السفن وكثّر العمليات البحرية المتمثلة في غارات خاطفة ومناوشات مع السفن المسيحية باستخدام مراكب صغيرة، فكان ذلك برنامجه الذي نشر الرعب في البحر الأبيض المتوسط، وقد أرسل يحيى غزوات بحرية على الامبراطورية البيزنطية انتهت بطلبهم الصلح وأجبر الفرنج والجنويين والسردانيين أن يدفعوا الجزية، وكانت هزيمة يحيى ضد البيزنطيين عام 503هـ / 1110 هي آخر هزيمة بحرية له. في المقابل ظلت العلاقات بين آل باديس والنورمان طيبة، واحترمت صقلية وإفريقية الصلح بين روجر الأول وتميم بن المعز، وكثف البلدان المبادلات التجارية، وقد تواجد تجار نورمان في المهدية سنة 1117.

## وفاته
توفي يحيى فجأة يوم الأربعاء عيد الأضحى 10 ذو الحجة 509هـ / 25 أفريل 1116 وعمره 52 سنة و15 يوما، واستمرت فترة حكمه ثمانية سنوات وخمسة أشهر وعشرين يوما، وله 30 ابنا من الذكور. وقد وصف ابن خلّكان وفاة يحيى: «وكان منجم قد قال له في تيسير مولده: إن عليه قطعا في هذا اليوم، فلا تركب، فلم يركب. وخرج أولاده وأهل دولته إلى المصلى, فلما انقضت الصلاة حضروا عنده للسلام عليه وتهنئته، وقرأ القراء وأنشد الشعراء، ودخل الحاضرون إلى الإيوان وانصرفوا إلى الطعام، فقام يحيى من باب آخر ليحضر معهم على الطعام، ولما وصل إلى الباب ، أشار إلى إحدى جواريه واتكأ عليها، فلم يمش غير ثلاث خطى حتى وقع ميتا». ودُفن يحيى في مقبرة بنو زيري في المنستير. وكتب ابن حمديس في رثائه: